# Oriens Aliter
Oriens Aliter je časopis pro kulturu a dějiny střední a východní Evropy. Představuje projekt recenzovaného vědeckého periodika Ústavu východoevropských studií, pracoviště Filozofické fakulty Univerzity Karlovy, které se dlouhodobě a z různých hledisek věnuje studiu kulturně-historického dědictví střední a východní Evropy, ve spolupráci s Přikarpatskou národní univerzitou Vasyla Stefanyka v Ivano-Frankivsku.
Časopis vychází od roku 2014 s frekvencí dvou čísel za rok, distribuci zajišťuje Nakladatelství Pavel Mervart. Časopis je rovněž k dostání v Národní knihovně, ve Slovanské knihovně a v Knihovně Jana Palacha Filozofické fakulty Univerzity Karlovy.

## Cíle a zaměření časopisu
Hlavním cílem časopisu Oriens Aliter je poskytnutí platformy pro prezentaci výsledků nejaktuálnějších kulturologických a historických bádání o střední a východní Evropě určených odborné veřejnosti i širší čtenářské obci a pro jejich konfrontaci v mezinárodním měřítku.
Název časopisu Oriens Aliter odkazuje na celkový záměr přinést jiný, inspirující pohled na sledovaný významný evropský region a v jeho rámci objevovat nové, možná překvapivé souvislosti a vlivy mezi světem střední a východní Evropy. Z naznačené obecné koncepce periodika plyne i zvýšená pozornost, věnovaná oblastem vzájemného dotyku a prolínání obou velkých kulturně historických areálů (Polsko, Slovensko, Maďarsko, Pobaltí, Bělorusko, Ukrajina) stejně jako historicko-geografickému prostoru Ruska.
Každé číslo Oriens Aliter obsahuje 3–7 větších studií; časopis publikuje recenze odborných prací (včetně vědeckých sborníků a kolektivních monografií), které odpovídají celkovému zaměření periodika (kultura a dějiny střední a východní Evropy).

## Publikované studie
V periodiku publikovala do současnosti již řada tuzemských i zahraničních autorů. Z vybraných to jsou např.:
Petr Stehlík – Both Bulwark and Bridge: The Symbolic Conceptualization of the Frontier Position of Croatia in the Original Yugoslavism (číslo 2/2014)
Matěj Bílý – Romania in the Political Structures of the Warsaw Treaty Organization at the Turn of the 1960s and the 1970s (číslo 2/2014)
Volodymyr Okarynskyi – Rock Music in Everyday Life of Youth in Western Ukraine under the Soviet Regime (1960 – early 1980s) (číslo 2/2015)
Андрей Зубов – Истоки имперского сознания в России и его перспективы (číslo 1/2016)
Marek Příhoda – Между христианским универсализмом и имперской идеей: Россия ХVII–XVIII веков на перекрестке истории (číslo 1/2017)
Stanislav Tumis – Comparative Approaches to the Banderivets Propaganda in Western Ukraine and Czechoslovakia after 1945 (číslo 2/2017)
Číslo 2/2018 vznikalo v rámci programu Visegrad Eastern Partnership Literary Award